# Lastreopsis smithiana
Lastreopsis smithiana är en träjonväxtart som beskrevs av Tind. Lastreopsis smithiana ingår i släktet Lastreopsis och familjen Dryopteridaceae. Inga underarter finns listade.